# I've Been Waiting
I've Been Waiting es una canción de los raperos estadounidenses Lil Peep (a título póstumo) e iLoveMakonnen con la banda estadounidense Fall Out Boy. Fue lanzado el 31 de enero de 2019 a través de Columbia Records. Alcanzó el puesto número sesenta y dos en la lista Billboard Hot 100 de Estados Unidos, Convirtiéndose en la segunda canción más alta de Lil Peep. Fue certificado Gold por la Recording Industry of America (RIAA), convirtiéndose en su segunda certificación Gold.

## Antecedentes
Según iLoveMakonnen, la canción era una de las veinte canciones en las que había trabajado con Lil Peep antes de su muerte. Comenzó como una demostración de iLoveMakonnen que Lil Peep conoció en julio de 2017 y le gustó.
Después de la muerte de Lil Peep en noviembre de 2017, Pete Wentz de Fall Out Boy se acercó a iLoveMakonnen y le ofreció sus condolencias. iLoveMakonnen le dijo a Wentz que tanto él como Lil Peep eran fanáticos de Fall Out Boy, lo que llevó a la banda a colaborar en la canción, que iLoveMakonnen consideró que era la mejor opción para ellos. Solicitó la ayuda de más compositores y productores de discos para completar la canción.
La versión original de la canción sin Fall Out Boy se incluyó en el álbum recopilatorio Everybody's Everything.

## Posicionamiento en lista
| Lista (2019)                              | Posiciones |
| ----------------------------------------- | ---------- |
| República Checa (Rádio Top 100)           | 12         |
| República Checa (Singles Digitál Top 100) | 82         |
| New Zealand Hot Singles (RMNZ)            | 12         |
| Polonia (Polish Airplay Top 100)          | 38         |
| Sweden Heatseeker (Sverigetopplistan)     | 13         |
| Estados Unidos (Billboard Hot 100)        | 62         |
| Estados Unidos (Adult Top 40)             | 14         |
| Estados Unidos (Mainstream Top 40)        | 15         |
| Estados Unidos (Dance/Mix Show Airplay)   | 25         |